# Некрасовка (станція метро)
55°42′13″ пн. ш. 37°55′35″ сх. д. / 55.70361° пн. ш. 37.92639° сх. д.
«Некра́совка» (рос. Некрасовка) — кінцева станція Некрасовської лінії Московського метрополітену, відкрита в складі початкової дільниці з чотирьох станцій 3 червня 2019 року. Розташована у районі Некрасовка.

## Технічна характеристика
Конструкція станції — колонна двопрогінна мілкого закладення (глибина закладення — 16 м) з однією острівною платформою.

## Колійний розвиток
Станція з колійним розвитком — 6-стрілочні оборотні тупики з пунктом технічного огляду.

## Оздоблення
Оздоблення має відсилання до місячної ночі; основними кольорами в оздоблені станції є білий і сірий. В облицюванні використані металокерамічні панелі: рубіново-червоного кольору для колійних стін, перлинно-сірого та білого кольорів — для колон.